# Antti Tuuri
Antti Elías Tuuri (Kauhava, 1 de octubre de 1944) escritor finés galardonado en 1985 con el Premio de Literatura del Consejo Nórdico y el Premio Finlandia en 1997. 
Conocido por obras ambientadas en Ostrobotnia del Sur y sobre inmigrantes fineses a Estados Unidos o la Guerra de Continuación. También ha traducido las sagas islandesas.